# Colorado State Highway 8
Colorado State Highway 8 ist ein Highway im US-Bundesstaat Colorado, der in Ost-West-Richtung verläuft.
Der Highway beginnt am U.S. Highway 285 südlich von Morrison und endet in Lakewood an der Colorado State Highway 121.  Er trifft in Morrison auf die Colorado State Highways 74, 93 und 470. In Lakewood überschreitet er noch den Colorado State Highway 391.